# Golgicomplex
Het golgicomplex is een organel dat voorkomt in eukaryotische cel. Het behoort tot het endomembraansysteem, waartoe ook andere intracellulaire compartimenten worden gerekend. Het golgicomplex is vernoemd naar de Italiaanse celbioloog Camillo Golgi die in 1898 het bestaan ervan in zenuwcellen ontdekte. Later bleek het in allerlei cellen voor te komen, onder andere van klieren.
Het golgicomplex speelt een centrale rol in het verwerken, sorteren en vervoeren van eiwitten en lipiden die in de cel worden aangemaakt. In het golgicomplex worden de producten afkomstig van het endoplasmatisch reticulum (ER) omgebouwd en opgeslagen, om dan later naar andere bestemmingen getransporteerd te worden. Hierbij vinden belangrijke posttranslationele modificaties plaats, zoals glycosylering, die nodig zijn voor eiwitfunctie en lokalisatie. Vooral de cellen van secretieorganen bezitten bijzonder veel golgicomplexen.
Het golgicomplex speelt ook een rol bij de vorming van lysosomen en, in plantaardige cellen, bij de synthese van celwandcomponenten. Stoornissen in golgi-gerelateerde processen kunnen leiden tot ernstige aandoeningen bij de mens, zoals congenitale defecten van glycosylering.

## Opbouw

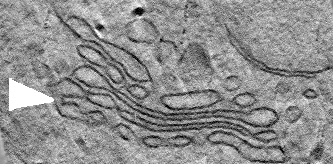
Opname van het golgiapparaat met de elektronenmicroscoop in HeLa-cellen

Het golgicomplex bestaat uit een stapel platte cisternen met enige ruimte ertussen. In dierlijke cellen bevat het golgicomplex vaak zes cisternen, maar sommige eencellige eukaryoten hebben er meer dan twintig. De cisternen staan onderling met elkaar in verbinding via dunne kanalen, waardoor het lumen (de binnenruimte) een afgesloten complex vormt. Het golgiapparaat bevindt zich meestal relatief dicht bij de celkern of het centrosoom. Deze lokalisatie hangt af van de microtubuli. Als de microtubuli van een cel experimenteel worden gedepolymeriseerd, zal het golgiapparaat zich los door de cel verspreiden.
De cisternen van het golgicomplex zijn met hun cis-zijde naar de celkern gekeerd en met hun trans-zijde naar de buitenste celmembraan. De cis-zijde ontvangt blaasjes met nieuw gesynthetiseerde eiwitten en lipiden van het ER. De trans-zijde is de uitgangszijde, waar bewerkte moleculen verpakt worden in blaasjes en getransporteerd worden naar hun bestemming. Een groot deel van de verpakte eiwitten en lipiden zullen naar het celmembraan worden gentransporteerd, waar ze ofwel in het membraan worden ingebouwd (bv. kanaaleiwitten, receptoreiwitten) ofwel vrijgegeven worden aan het extracellulaire milieu. In sommige gevallen (peroxisomen en lysosomen) zullen de blaasjes ook blijven ronddrijven in het cytoplasma van de cel.

## Werking
Transportblaasjes met eiwitten gemaakt door ribosomen op het ruw endoplasmatisch reticulum worden vervoerd naar het golgicomplex, waar ze hun eiwitten afleveren aan het lumen (de ruimte binnen het golgicomplex). De eiwitten worden door de membranen getransporteerd en op hun weg veranderd in een eindproduct. Het golgicomplex vormt zelf nieuwe cisternen (cisternae) en verwijdert de oude waardoor de eiwitten in de nieuwe cisternen vrijkomen. Als de eiwitten de trans-zijde bereiken, vormen ze blaasjes die, als ze een bepaalde grootte bereiken, als secreetkorrels naar de celmembraan getransporteerd worden via microtubili en microfilamenten. Als de eiwitten in de blaasjes een rol te vervullen hebben buiten de cel zelf, zullen de blaasjes door exocytose hun inhoud extracellulair vrijgeven. Het golgicomplex maakt ook de lysosomen aan. Dit zijn blaasjes die partikels, opgenomen door fagocytose of door pinocytose, of oudere celdelen verteren, zodat de bouwstoffen voor andere zaken kunnen gebruikt worden. Hiervoor zijn er verteringsenzymen nodig.

## Functie

1 Celkern
2 Kernporie
3 Ruw endoplasmatisch reticulum
4 Glad endoplasmatisch reticulum
5 Ribosoom op het ER
6 Nieuwgevormde eiwitten
7 Transportvesikels
8 Golgi-apparaat
9 Cis-zijde van het golgiapparaat
10 Trans-zijde

De volledige lijst van de functies van het golgicomplex is nog niet duidelijk. Het lijkt aannemelijk dat het apparaat onder andere een functie heeft als 'voorraadschuur' voor het materiaal waaruit de celmembraan is opgebouwd. De celmembraan is een van de delen van de cel die voortdurend vernieuwd moeten worden. Dit gebeurt door een van de membranen van het golgicomplex in de celmembraan 'in te bouwen'.
Het golgicomplex kan ook stoffen produceren die voor afscheiding naar buiten de cel bestemd zijn. In kliercellen is het golgicomplex doorgaans goed ontwikkeld, net als in cellen die veel lysosomen nodig hebben voor vertering.
Het komt erop neer dat juist-geconformeerde proteïnen van het endoplasmatisch reticulum naar het golgicomplex worden getransporteerd via transportvesikeltjes. Daar gebeurt een verdere verwerking: de eiwitten worden geknipt en er worden suikerketens of vetzuren aan toegevoegd. En dan wordt gesorteerd voor transport naar de lysosomen, secretievesikels (voor buiten de cel) of naar de celmembraan. De signaalsequentie (= de specifieke opeenvolging van aminozuren) bepaalt de eindbestemming.